# Конинское воеводство
Конинское воеводство (пол. województwo konińskie) — воеводство Польши, существовавшее в 1975—1998 годах.
Представляло собой одну из 49 основных единиц административного деления Польши, которые были упразднены в результате административной реформы Польши 1998 года. 
Занимало площадь 5139 км². Административным центром воеводства являлся город Конин. После административной реформы воеводство прекратило своё существование и его территория отошла большей частью к Великопольскому воеводству, несколько гмин — к Лодзинскому воеводству.

## Города
Крупнейшие города воеводства по числу жителей (по состоянию на 31 декабря 1998 года):
- Конин — 83 426
- Турек — 30 864
- Коло — 24 076
- Слупца — 14 892
- Витково — 8107
- Клодава — 7104